# August Senz

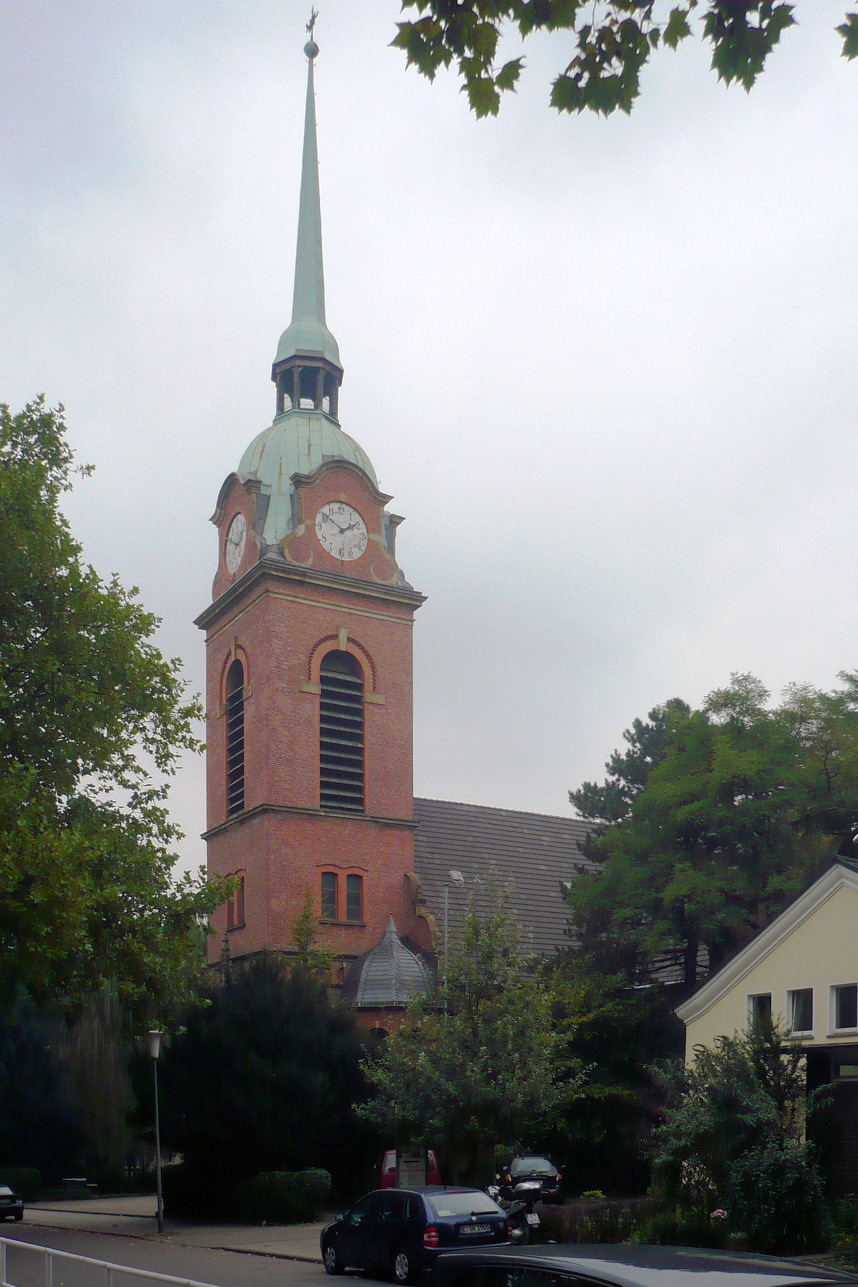
Evangelische Kirche Kray

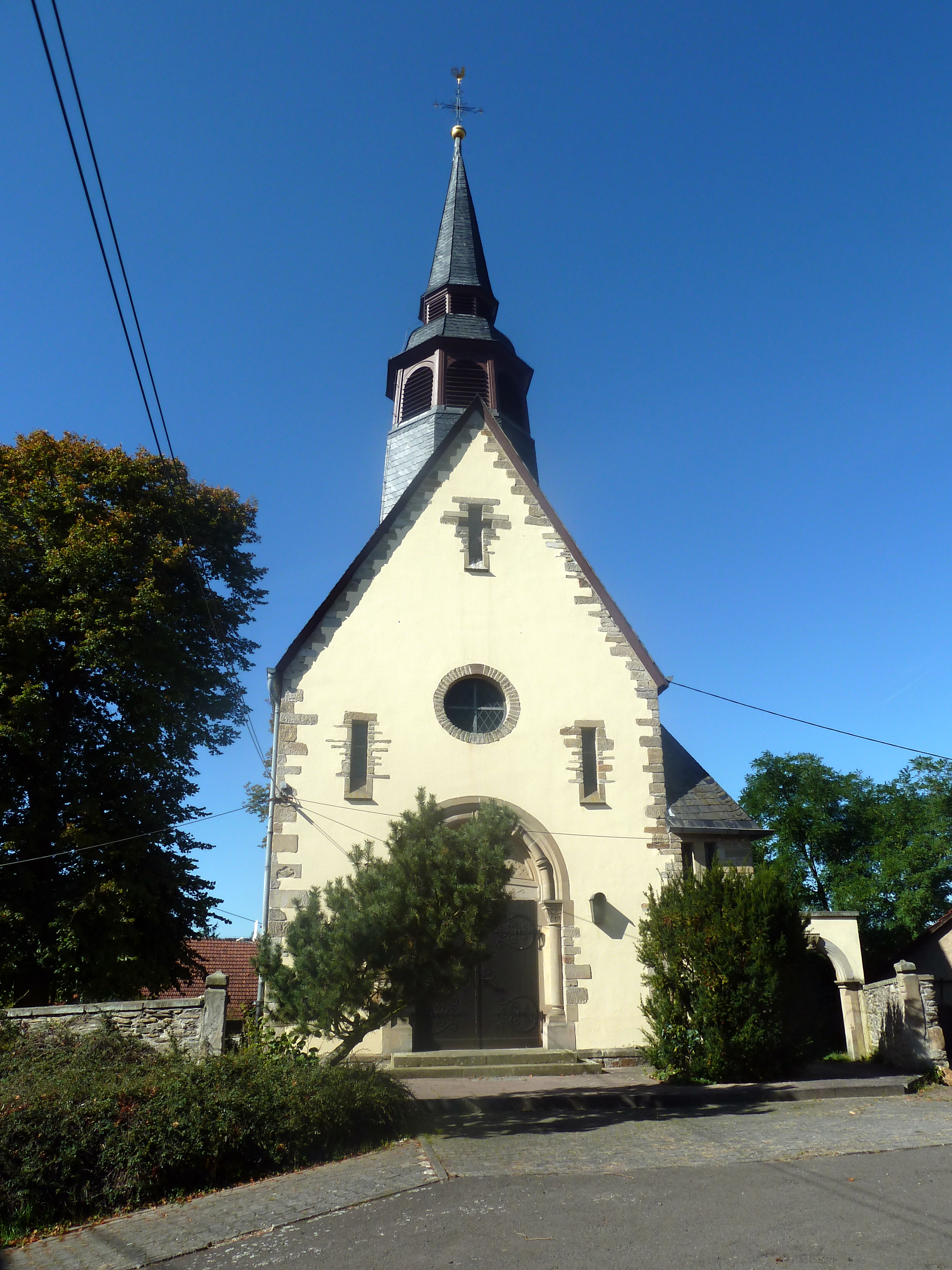
Evangelische Kirche Gebroth

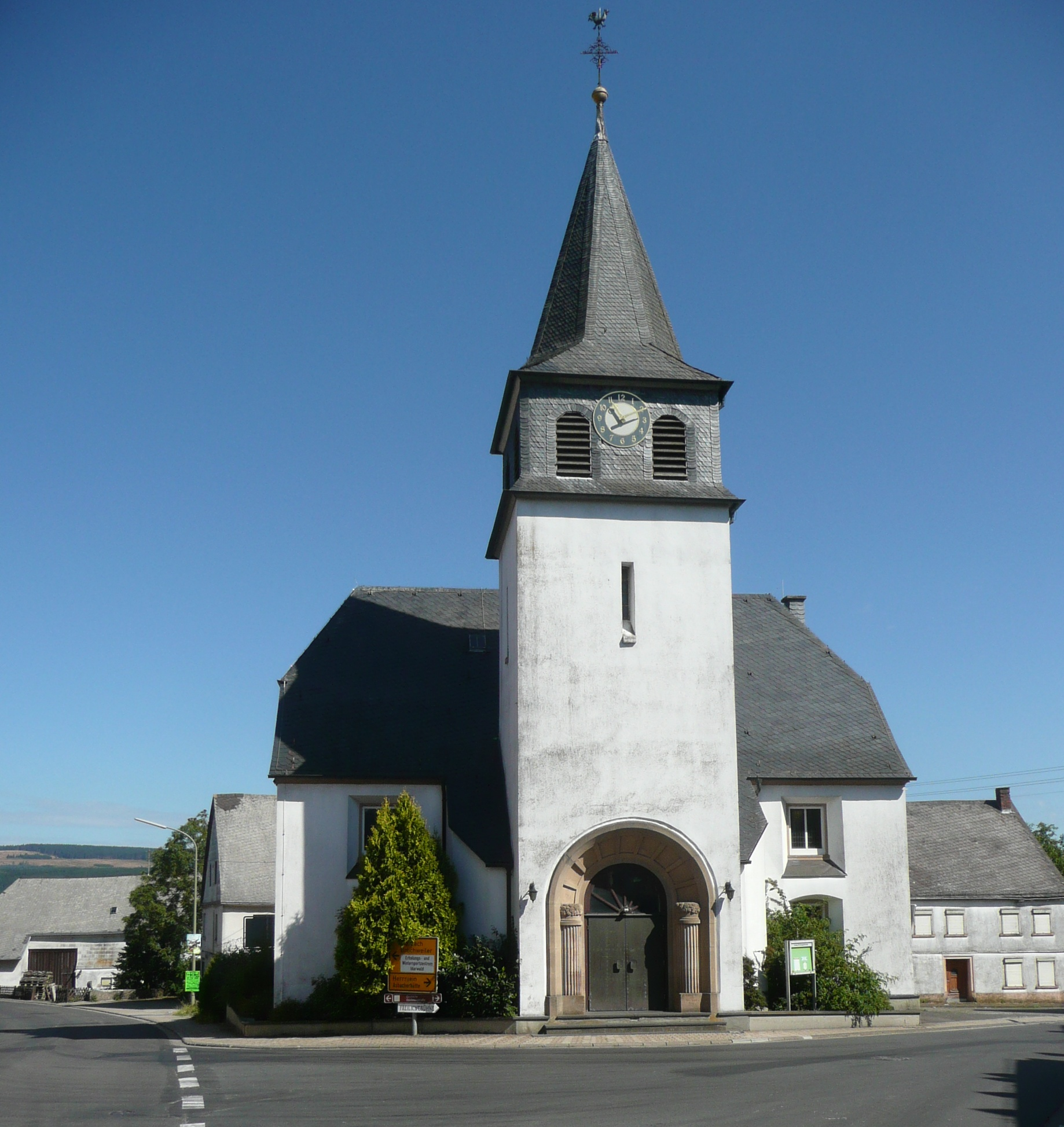
Evangelische Kirche Kempfeld

Daniel Eduard August Senz (* 16. Juni 1862 in Berlin; † 2. März 1912 in Köln) war ein deutscher Architekt des Historismus, der vor allem auf dem Gebiet des evangelischen Sakralbaus hervortrat.

## Leben
Senz war der Sohn des Schulvorstehers Wilhelm Senz und dessen Ehefrau Elisabeth Senz geborene Eichens.
Er legte nach einem Architekturstudium und anschließendem Referendariat das zweite Staatsexamen ab und wurde daraufhin zum Regierungsbaumeister (Assessor in der öffentlichen Bauverwaltung) ernannt. Die somit eingeschlagene Laufbahn im Staatsdienst gab er jedoch schon bald auf. Er wurde Leiter des Bauamts der Evangelischen Kirche der Rheinprovinz und baute in dieser Funktion zahlreiche evangelische Kirchen im westlichen Ruhrgebiet, im Rheinland und im Fürstentum Birkenfeld.
Senz starb 1912 im Alter von 49 Jahren im Evangelischen Krankenhaus Köln-Weyertal. Er war verheiratet mit Elisabeth geborene Freyse. Die Eheleute wohnten zuletzt im Haus Bismarckstraße 19 in Köln-Neustadt Nord.

## Bauten und Entwürfe
- 1897–1900: Evangelische Kirche Essen-Werden
- 1902–1903: Evangelische Kirche in Essen-Kray
- 1902: Evangelische Kirche in Oberreidenbach
- 1903–1904: Evangelische Kirche in Hottenbach
- 1904–1905: Mausoleum Guier auf dem Burgfriedhof in Bad Godesberg
- 1906: Evangelische Kirche in Gebroth
- 1905–1906: Evangelische Kirche Am Brandenbusch in Essen-Bredeney
- 1906–1907: Evangelische Kirche in Berglangenbach
- 1907: Evangelische Kirche in Hunsheim
- 1907: Evangelische Kirche in Volkenrath
- 1910–1911: Umbau und Renovierung der Evangelischen Kirche in Niederbrombach
- 1912: Evangelisches Gemeindehaus in Großenbaum
- 1912–1913: Evangelische Kirche in Kempfeld
- 1912–1913: Evangelische Kirche in Seesbach